# 繆朗山
繆朗山（1910年—1978年），又名繆靈珠，文學研究者，教授，通希腊文、拉丁文、英文、法文、德文、俄文、義大利文、葡萄牙文、西班牙文等多種語文。
在葡屬澳門出生，祖籍廣東中山。
歷任武漢大學、北京大學、中國人民大學教授和中國科學院文學研究所外國文學組（現在中國社會科學院外國文學研究所）研究員。
武漢大學發生六一慘案后，到英屬香港躲避白色恐怖，1949年以后在中國北京教學和研究。
著有《西方文艺理论史纲》、《古希腊的文艺理论》、《德国古典美学散论》等學術專書，譯有尼采、奧維德、琉善、高尔基等名家名作多部，是自古希臘語原文漢譯《伊利亞特》的第1人。
學術譯作身后輯為4卷本《繆靈珠美學譯文集》，多次再版。
著譯2010年輯為9卷本《繆朗山先生文集》。